# Strażnica WOP Puńców
Strażnica Wojsk Ochrony Pogranicza Punców/Puńcow – zlikwidowany podstawowy pododdział Wojsk Ochrony Pogranicza pełniący służbę graniczną na granicy polsko-czechosłowackiej.

## Formowanie i zmiany organizacyjne
Strażnica została sformowana w 1945 w strukturze 44 komendy odcinka Ustroń jako 204 strażnica WOP (Punców) o stanie 56 żołnierzy. Kierownictwo strażnicy stanowili: komendant strażnicy, zastępca komendanta do spraw polityczno-wychowawczych i zastępca do spraw zwiadu. Strażnica składała się z dwóch drużyn strzeleckich, drużyny fizylierów, drużyny łączności i gospodarczej. Etat przewidywał także instruktora do tresury psów służbowych oraz instruktora sanitarnego z miejscem dyslokacji w obiektach byłej placówki Straży Granicznej I linii „Puńców”.
W związku z reorganizacją oddziałów WOP, 24 kwietnia 1948 strażnica została włączona w struktury 61 batalionowi Ochrony Pogranicza, a 1 stycznia 1951 41 batalionu WOP w Ustroniu.
W 1952 była jako 204 strażnica WOP Punców w skali kraju. 
Od 15 marca 1954 w Wojskach Ochrony Pogranicza wprowadzono nową numerację strażnic, a strażnica WOP Puńców III kategorii otrzymała nr 210 w skali kraju.
W 1957 rozformowano 41 batalion WOP Ustroń i strażnicę włączono w struktury 42 batalionu WOP w Cieszynie.
Strażnicę WOP Puńców rozformowano pomiędzy 1954, a 1959 rokiem.

## Ochrona granicy
Rozwinięta górska strażnica lądowa WOP Puńców.
Od 1947 załoga strażnicy wykonywała kontrolę graniczną i celną osób, towarów oraz środków transportu:
- Przejściowy Punkt Kontrolny MRG Puńców.

## Strażnice sąsiednie
- 203 strażnica WOP Polana ⇔ 205 strażnica WOP Cieszyn – 1946
- 203a strażnica WOP Dzięgielów ⇔ 205 strażnica WOP Cieszyn – po 1946
- 209 strażnica WOP Dzięgielów ⇔ 211 strażnica WOP Cieszyn – 1954↔1959.